# Zelotes banana
Zelotes banana FitzPatrick, 2007 è un ragno appartenente alla famiglia Gnaphosidae.

## Etimologia
Il nome della specie deriva dal luogo in cui sono stati rinvenuti gli esemplari nel 1948: la città di Banana, nella Repubblica Democratica del Congo.

## Caratteristiche
Questa specie non è stata attribuita a nessun gruppo per la particolare struttura e forma dell'embolus finora non riscontrata altrove.
L'olotipo maschile rinvenuto ha lunghezza totale è di 4,42mm; la lunghezza del cefalotorace è di 2,33mm; e la larghezza è di 1,67mm.

## Distribuzione
La specie è stata reperita nella Repubblica Democratica del Congo occidentale: l'olotipo maschile è stato rinvenuto nei pressi della città di Banana, che appartiene alla provincia del Basso Congo.

## Tassonomia
Al 2016 non sono note sottospecie e dal 2007 non sono stati esaminati nuovi esemplari.